# Curimopsis paleata
Curimopsis paleata is een keversoort uit de familie pilkevers (Byrrhidae). De wetenschappelijke naam van de soort is voor het eerst geldig gepubliceerd in 1846 door Erichson.